# ひぽー
ひぽー（4月26日 - ）は、日本の声優、バーチャルタレント、ゲーム実況者。フリーランス。広島県出身。血液型B型。

## 略歴
2011年よりひぽーのハンドルネームでニコニコ動画にゲームの実況プレイ動画やアフレコ動画などを投稿していた。2013年1月5日にニコニコ動画に投稿した、祖母にスーパーマリオワールドを遊ばせてみた実況プレイ動画で人気を博す。
声優演技研究所で演技を学び、2015年12月1日から2016年1月31日まで開催された『JKめし!×すきっと「なりきりCV」サービス』における「JKめし！なりきりCV選手権」に参加。賞の1つである「実際にアテレコしてもらいま賞」の受賞者3名の内の1人に選ばれ、第25話にて、朝比奈優香役で出演。この縁で、2016年4月よりクロコダイルに所属し、声優としての活動を開始する。声優演技研究所では岡馬あゆみという名前でレッスンを受けていたが、声優としての活動名義も前述のハンドルネーム・ひぽーを使用した。また、現在はSHOWROOMやYouTubeでバーチャルタレントとしても活動している。
2019年4月よりクロコダイルを退所しフリーランスで活動。フリー転向後もクロコダイルとは業務委託という形で関係を継続していたが、現在は解消されている。
バーチャルタレントとして配信活動は2020年6月頃からTwitter上での挨拶のみにとどまっている状況が続いていたが、現在は活動を再開している。

## 出演

### テレビアニメ
2016年
- JKめし!（朝比奈優香）
- 美少女遊戯ユニット クレーンゲール（リポーターB）
- 美少女遊戯ユニット クレーンゲールギャラクシー（稲川、菅原記者、ドリーマー・T・オカムラ、ギャラ子、GAME BOXの客、観客）
- ナゾトキネ（T-Mono-R2000）

2017年
- ラブ米 -WE LOVE RICE-（カマンベール、ナレーション） - 2シリーズ

2018年
- 紙兎ロペ
- 邪神ちゃんドロップキック（2018年 - 2020年、健人、おしゃれガール） - 2シリーズ

### 劇場アニメ
- 映画コラショの海底わくわく大冒険!（2019年）

### ゲーム
2018年
- Q&Qアンサーズ（死者の書〈アヌビス〉、ハンムラビ法典）
- 戦国ASURA（直江兼続、森田浄雲）
- 東京コンセプション（千歳、ツキコ）
- ホップステップジャンパーズ（ソニヤ）

2019年
- 成り上がり〜華と武の戦国（葵）
- アルカ・ラスト 終わる世界と歌姫の果実（チトセ［東方］）

### ドラマCD
- 神力アイドル ミヤビノシスターズ（2017年、黄川田泉[8]）

### 吹き替え
- ドント・スリープ 蘇る悪夢

### テレビ番組
※はインターネット配信。
- ドリームクリエイター（2011年7月10日、テレビ東京）
  - ドリクリ視聴者の会（2012年 - 2013年、ニコニコチャンネル「ドリームクリエイターチャンネル」内ニコニコ生放送※） - MC
- アニュ研!  秋葉原アニメ・アミューズメント研究所（2017年 - 2018年、TOKYO MX） - ナレーション
- メイクマネー〜起業家グランプリ2018〜（2018年3月25日、dTV※） - アナウンス

### CM
- 幻獣契約クリプトラクト（2018年4月） ※YouTube配信WebCM